# بيرثولد غولدشميت
بيرثولد غولدشميت (بالإنجليزية: Berthold Goldschmidt)‏ (و. 1903 – 1996 م) هو ملحن، وعازف بيانو، وموزع (موسيقى) بريطاني، ولد في هامبورغ، توفي في لندن، عن عمر يناهز 93 عاماً.

## التعليم
تعلم في جامعة برلين للفنون، وتعلم في جامعة هامبورغ
.

## روابط خارجية
- بيرثولد غولدشميت على موقع مونزينجر (الألمانية)
- بيرثولد غولدشميت على موقع ميوزك برينز (الإنجليزية)
- بيرثولد غولدشميت على موقع أول ميوزيك (الإنجليزية)
- بيرثولد غولدشميت على موقع ديسكوغز (الإنجليزية)